# LINE-UP
LINE-UP（ラインアップ）は、日本のロックバンド。1988年に結成し、同年ビクターエンタテインメントからメジャーデビューを果たす。1992年頃に活動休止。2010年に約18年ぶりの一日限りの再結成を行った。

## メンバー
- 橋本浩二 - ヴォーカル/ギター
  - 活動休止後は鈴木英利（元Pli:z）と共に「DANCE 2 NOISE 002」に参加[3]。その後はインディーズバンド「F.F.F.」を結成し活動していた。
- 一戸賢司 - ギター
  - 活動休止後はJUSTY-NASTYのメンバーとしての活動を経て、T.M.Revolutionのサポートメンバーとして活動していた[3]。
- 吉田哲 - ベース
  - 活動休止後はディレクターに転向し、ROUAGE等を担当していた。
- 西谷隆 - ドラムス
- 西口奈美 - キーボード
  - メンバー唯一の女性。

## ディスコグラフィ

### シングル
- Tonight（1988年9月21日発売）
  1. Tonight
  2. Tour
- CRY FOR THE MOON（1989年5月10日発売）
  1. CRY FOR THE MOON
  2. A RED CENT DREAM
- しあわせを呼ぶメロディー（1990年12月1日発売）
  1. しあわせを呼ぶメロディー
  2. Stay With Me
  3. ANGELINA
- 奇跡の地（1991年11月21日発売）
  1. 奇跡の地
  2. NO NAME ROSE

### アルバム
- LINE-UP（1988年10月21日発売）
- MAN（1989年6月21日発売）
- ESCAPE（1990年5月21日発売）
- THEATER（1992年2月21日発売）